# Grotte di Mogao
Le Grotte di Mogao (莫高窟S, mògāo kūP) sono delle grotte che si trovano lungo la Via della seta, vicino a Dunhuang (25 km a sud-est), nella provincia del Gansu, in Cina. Si tratta di un sistema di 492 templi scavati nella roccia, in una rupe lunga 1600 metri (per cui il termine con cui sono note, cioè "grotte", può non essere il più adatto a descriverle). Le Grotte di Mogao sono anche chiamate "Grotte dei Mille Buddha" (千佛洞S, qiānfó dòngP), nome che proverrebbe dalla leggenda sulla loro fondazione, ovvero dalla visione dei mille Buddha che il monaco Yuezun avrebbe avuto all'interno delle caverne, oppure dal gran numero di figure di Buddha che si trovano nel sito.

## Storia
La leggenda narra di un monaco buddista chiamato Lezun che, nel 366, ebbe una visione: mille Buddha. Convinse quindi un ricco pellegrino della Via della seta a fondare il primo tempio che si trova qui. Col passare dei secoli i templi crebbero fino a superare il numero di mille, e con essi vennero costruiti ricoveri e repositori di testi sacri, e cappelle votive. Fra il IV e il XIV secolo i monaci di Dunhuang raccolsero numerosi manoscritti occidentali, e molti dei pellegrini che passavano per il sito dipinsero affreschi all'interno delle grotte, oltre a lasciare un'offerta e a pregare per propiziarsi un viaggio tranquillo. Gli affreschi coprono una superficie di oltre 42 000 metri quadrati.
I monaci buddisti praticavano una vita austera e speravano che l'isolamento delle grotte li avrebbe portati più facilmente all'illuminazione. I dipinti servivano come aiuto per la meditazione, in quanto rappresentazione visiva della ricerca dell'illuminazione. Inoltre avevano lo scopo di illustrare agli analfabeti le storie e le credenze buddiste.
Tuttavia, nel corso dell'XI secolo le grotte vennero murate, in quanto erano ormai diventate ricolme di vecchi manoscritti, lacerati o perlopiù inutilizzabili.
Mentre le opere precedenti al 600 d.C. raffigurano perlopiù temi sacri rigorosi, i dipinti relativi all'epoca Tang descrivono le caratteristiche della vita di alcune persone, di qualunque ceto sociale, che transitavano o che abitavano in questo luogo.
Le pitture raffigurano commerci, usi, tradizioni, preghiere, leggende, lavorazioni artigianali e per quanto riguarda l'ambito religioso lo storico conservato consente di verificare i mutamenti intercorsi fra il buddismo originario indiano e la sua progressiva assimilazione dell'arte cinese.
Nel corso dei secoli, solamente la posizione isolata delle grotte, le ha preservate sia dai possibili assalti di invasori islamici, sia dagli imperatori cinesi persecutori del buddismo, come per esempio Wuzong (845 d.C.), o dalla Rivoluzione culturale.

## Storia recente

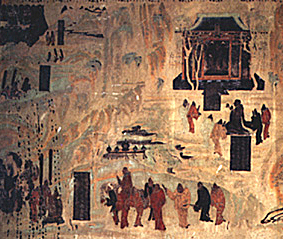
Un affresco del VII secolo

Agli inizi del XX secolo un taoista cinese di nome Wang Yuan-lu si autonominò guardiano di alcuni di questi templi. Egli scoprì che dietro ad un muro vi era un corridoio, il quale portava ad una piccola caverna ricolma di antichi manoscritti (tutti databili fra il 406 e il 1002): antichi rotoli di canapa cinesi e tibetani, antichi dipinti su seta e carta e molte figure di Buddha, perlopiù danneggiate.
Nel 1910 le voci che si sparsero sulla scoperta portarono sul posto diversi archeologi, non solo europei: una spedizione congiunta angloindiana, una francese, una giapponese e una russa. Molti di questi manoscritti vennero portati via da questi studiosi, molti altri vennero spediti a Pechino, quelli tibetani restarono in loco. Aurel Stein, archeologo inglese di origini ungheresi, portò via circa 7000 testi e dipinti oggi conservati al British Museum. Tra essi spicca il Sutra del Diamante dell'868, il più antico testo a stampa del mondo.
Wang si imbarcò in un ambizioso progetto di restauro dei templi, sia per mezzo di donazioni private che di istituzioni. Oggi le grotte di Mogao sono uno dei più importanti siti turistici della regione, oltre che attrattiva per numerose spedizioni scientifiche, anche se la minaccia alla conservazione del sito arriva dalla sabbia che si è riversata sulla facciata della rupe ricoprendo con un velo le opere, dal vento che ha eroso la roccia, dall'umidità che ha deteriorato le opere e dai terremoti che hanno fratturato la struttura.
Nel 1987 le Grotte di Mogao sono state inserite nell'elenco dei Patrimoni dell'umanità dell'UNESCO.
Attualmente sono conservate 2000 statue del Buddha in argilla oltre alle pitture murali. Queste opere appartengono a correnti artistiche diverse e rispecchiano i mutamenti avvenuti nel corso di 10 periodi e dinastie, tra le quali una delle più fertili fu la dinastia Tang (618-907 d.C.).

## Galleria d'immagini

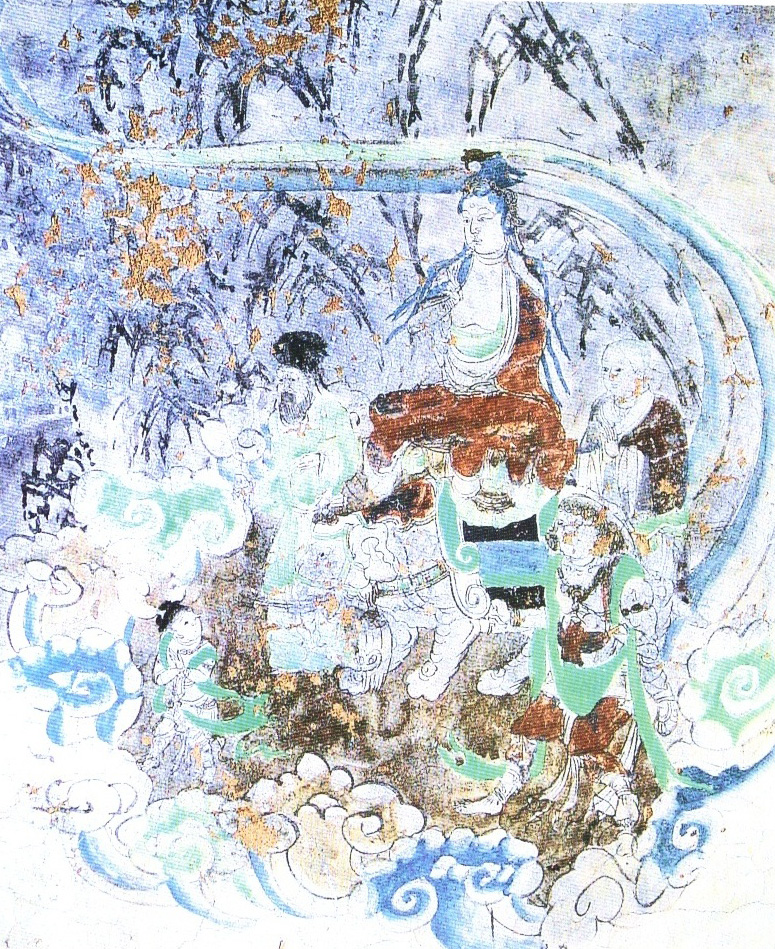
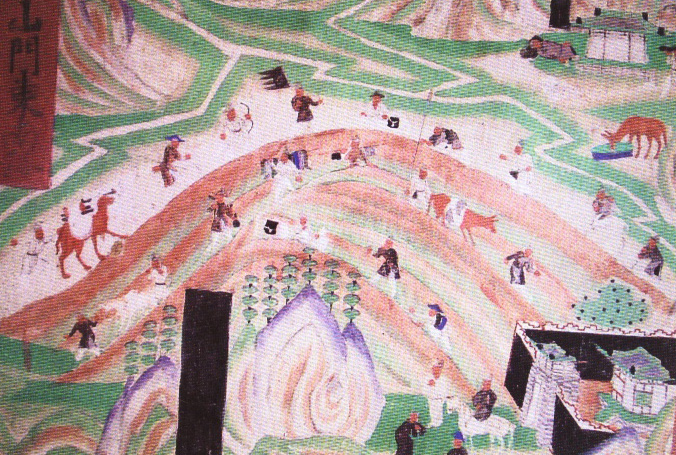
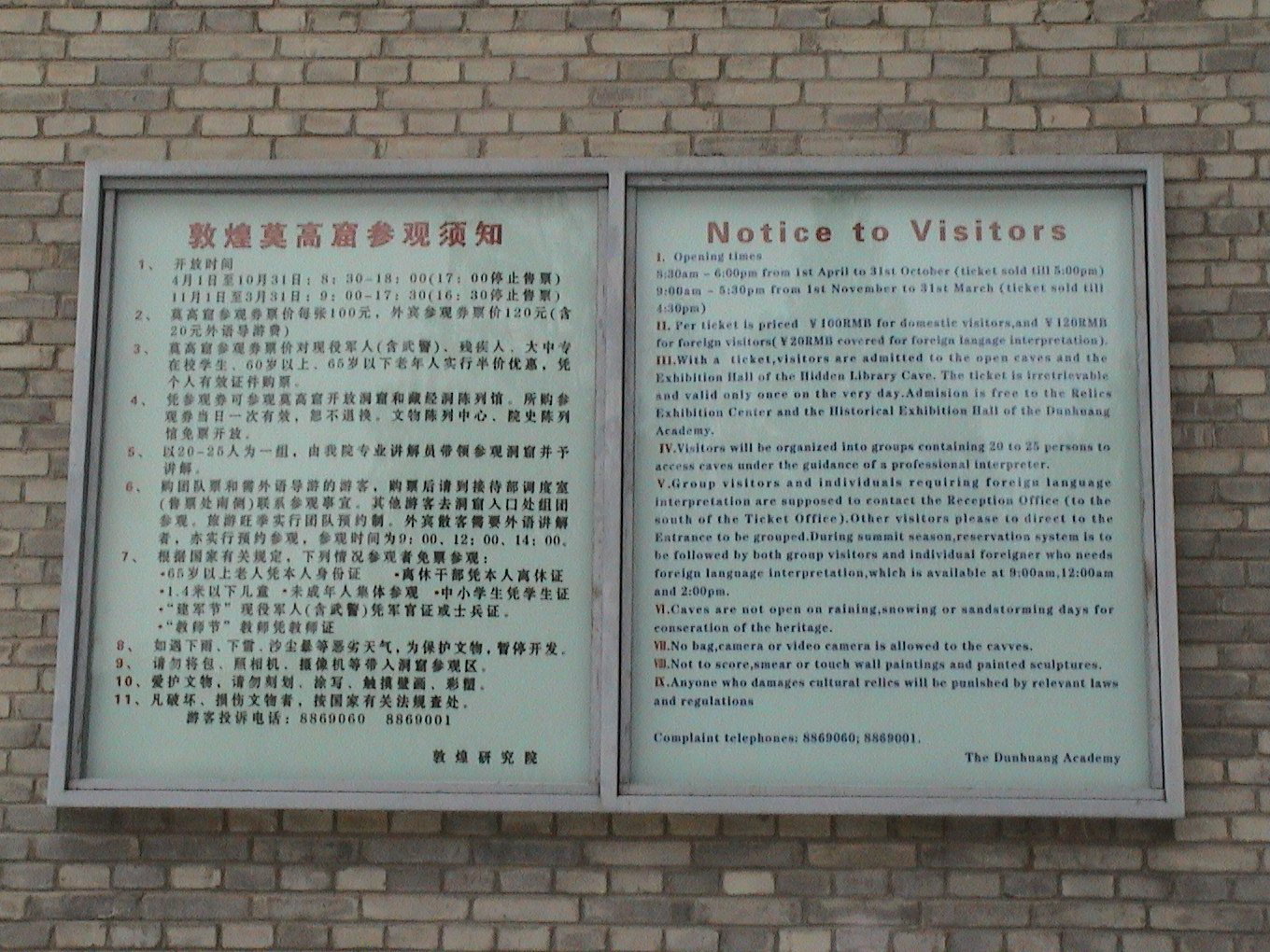
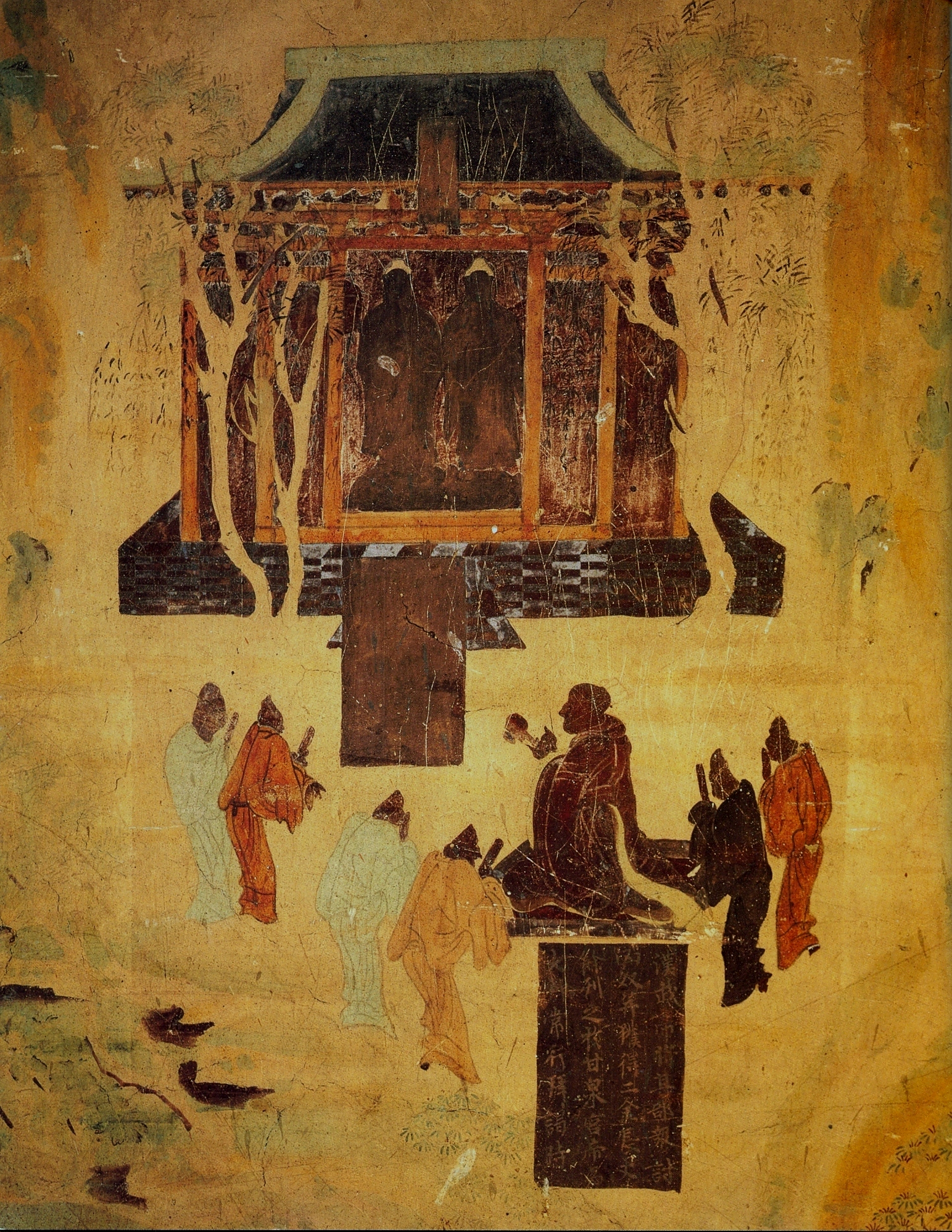